# PC Tools (компания)
PC Tools (ранее была известна как WinGuides.com) — компания-разработчик программного обеспечения, основанная в 2003 году и приобретённая Symantec в 2008 году. Новый владелец в конечном итоге отказался от использования бренда PC Tools. Штаб-квартира компании находилась в Люксембурге с офисами в Австралии, США, Великобритании, Ирландии и Украине. Компания разрабатывала и распространяла программное обеспечение для обеспечения безопасности и оптимизации для платформ Mac OS X и Microsoft Windows.

## Продукты
К 29 ноябрю 2006 года программное обеспечение, принадлежащее PC Tools, было загружено более 125 миллионов раз..
| \| Название \| Версия \| Последнее обновление \| Примечания \| \| -------------------------------------- \| --------- \| -------------------- \| ---------- \| \| Browser Defender \| 3.0.0.312 \| 12 мая 2011 \| [5] \| \| PC Tools Antivirus \| 9 \| Неизвестно \| [6] \| \| PC Tools Desktop Maestro \| 3.1.0.232 \| 16 Ноября 2009 \| [7] \| \| PC Tools File Recover \| 9 \| 31 октября 2011 \| [8] \| \| PC Tools iAntiVirus \| 1.36 \| 28 Августа 2009 \| [9] \| \| PC Tools Internet Security \| 9 \| Неизвестно \| [10] \| \| PC Tools Performance Toolkit \| 2 \| 31 Октября 2011 \| [11] \| \| PC Tools Privacy Guardian \| 4.5 \| Неизвестно \| [12] \| \| PC Tools Registry Mechanic \| 11 \| 31 Октября 2011 \| [13] \| \| PC Tools Simple Backup \| 3 \| Неизвестно \| [14] \| \| PC Tools Spyware Doctor \| 9 \| Неизвестно \| [15] \| \| PC Tools Spyware Doctor with AntiVirus \| 9 \| Неизвестно \| [16] \| |           |                      |            |
| Название | Версия    | Последнее обновление | Примечания |
| Browser Defender | 3.0.0.312 | 12 мая 2011          | [ 5 ]      |
| PC Tools Antivirus | 9         | Неизвестно           | [ 6 ]      |
| PC Tools Desktop Maestro | 3.1.0.232 | 16 Ноября 2009       | [ 7 ]      |
| PC Tools File Recover | 9         | 31 октября 2011      | [ 8 ]      |
| PC Tools iAntiVirus | 1.36      | 28 Августа 2009      | [ 9 ]      |
| PC Tools Internet Security | 9         | Неизвестно           | [ 10 ]     |
| PC Tools Performance Toolkit | 2         | 31 Октября 2011      | [ 11 ]     |
| PC Tools Privacy Guardian | 4.5       | Неизвестно           | [ 12 ]     |
| PC Tools Registry Mechanic | 11        | 31 Октября 2011      | [ 13 ]     |
| PC Tools Simple Backup | 3         | Неизвестно           | [ 14 ]     |
| PC Tools Spyware Doctor | 9         | Неизвестно           | [ 15 ]     |
| PC Tools Spyware Doctor with AntiVirus | 9         | Неизвестно           | [ 16 ]     |

### PC Tools Browser Defender
PC Tools Browser Defender, также называемый Browser Defender для краткости, представляет собой панель инструментов для браузеров Internet Explorer и Mozilla Firefox на компьютерах под управлением Windows. Browser Defender позволяет безопасно перемещаться по интернету.

### PC Tools iAntiVirus
IAntivirus был обновлён в 2012 году и переименован под брендом Symantec Norton.
PC Tools iAntiVirus — это бесплатное антивирусное программное обеспечение для компьютеров Apple Macintosh на базе Mac OS 10.5 (Leopard) и Mac OS 10.6 (Snow Leopard), первоначально выпущенное в июне 2008 года и используемое для обнаружения и удаления вредоносных программ, используя как сигнатурное, так и эвристическое обнаружение.
IAntiVirus подвергся критике, поскольку он сканирует только вирусы Macintosh, игнорируя вирусы Windows и Linux. Его хвалят за его скорость и низкое использование системных ресурсов.

### PC Tools Internet Security
PC Tools Internet Security была комбинацией продуктов Spyware Doctor, Firewall и Anti Spam. Он обеспечил функциональность всех трех автономных продуктов в единый бесшовный продукт. Symantec больше не предлагает PC Tools Internet Security с 18 мая 2013 года. Это была программа для Windows 8 (32- / 64-разрядная), Windows 7 (32- / 64-разрядная), Windows Vista (32- / 64-разрядная) И Windows XP (32-разрядная версия).

### PC Tools Registry Mechanic
PC Tools Registry Mechanic, первое программное обеспечение PC Tools, выпущенноедля сканирования реестра Windows, чтобы найти ошибки. Версия 11, выпущенная 31 октября 2011 года, является последней.

### PC Tools Spyware Doctor
PC Tools Spyware Doctor — это антивирусная программа. Spyware Doctor обнаруживает вредоносное ПО, используя Spider Technology. Самая последняя версия Spyware Doctor — 9, которая была выпущена 31 октября 2011 года. Symantec больше не предлагает этот продукт с 18 мая 2013 года.

#### PC Tools Spyware Doctor with AntiVirus
PC Tools Spyware Doctor with Antivirus обладает теми же функциями, как Spyware Doctor, с добавлением возможностей антивируса. Компания Symantec не продают программу с 2013 года; V9 является последней версией.

### ThreatExpert
ThreatExpert — веб-сайт разработчиков говорит, что это современная автоматизированная система анализа угроз (инициализации ATAS), созданная для анализа и сообщения о действиях вредоносной программы в полностью автоматизированном режиме. По состоянию на март 2015 года последняя версия была бета-версией 1.0.1.0 от 1 марта 2008 года. С марта 2008 года обновлений не было, и веб-сайт кажется неактивным.

## Приобретение компанией Symantec
18 августа 2008 года Symantec объявила о подписании соглашения о приобретении PC Tools, так что PC Tools будет поддерживать отдельные операции. Финансовые условия приобретения не разглашаются. Компания Symantec приобрела PC TOOLS за 262,000,000 долларов 6 октября 2008 года.
Компания Symantec сняла с продаж инструменты безопасности PC Tools, включающих PC Tools Internet Security, Spyware Doctor и Spyware Doctor with Antivirus, 18 мая 2013 года

## Награждения
Spyware Doctor получил награду PC World Best Buy в выпуске журнала за октябрь 2007 года, в котором говорилось: «Spyware Doctor 5.0 для ПК» был победителем, опередив конкурентов при обнаружении и удалении нашего тестового набора образцов рекламного ПО и программ-шпионов"..
Spyware Doctor получил несколько премий от редакторов PC Magazine, в том числе одну для Spyware Doctor with AntiVirus 5.5 в 2008 году. Продукт также получил множество других наград по всему миру.
Не все комментарии были положительные и ранние версии программы Spyware Doctor 5.0, которую компания переписала с нуля, получила некоторые негативные комментарии.
CNET Download.com reviews, оправдывает 3-звездочный рейтинг, говоря: «В наших пробных проверках Spyware Doctor неоднократно помещал несколько десятков безобидных файлов cookie в качестве потенциальных угроз, больше, чем любой другой продукт, который мы тестировали. Мы также не смогли узнать больше о каждой угрозе или о том, почему Spyware Doctor пометило каждую».

## Критика
Symantec безуспешно подала в суд на жителя Вашингтона за фальшивые проверки. Он пытался заставить людей платить за подписку на PC Tools Registry Mechanic, Performance Toolkit и Norton Utilities В иске утверждается, что компания преднамеренно проводила фальшивое сканирование, и результаты не были реальны.
Новая морщина — это программа для показа рекламы (с использованием украденных сертификатов), которая отключает защиту от вредоносных программ и вирусов; имеются технические средства правовой защиты.